# 那智 (俳優)
那智（なち、1997年7月24日 - ）は、日本の俳優、ファッションモデル。京都府出身。星座はしし座。本名は、桜木 那智（さくらぎ なち）。

## 略歴
京都府立洛北高等学校時代に祖父の薦めの『大脱走（1963年/アメリカ)』を観て映画の世界に魅了される。その後は憧れの窪塚洋介主演の邦画や、直球で分かりやすい展開が魅力だというインド映画にも熱中。様々な映画に触れるうち「自分も人の心を動かせる仕事がしたい」という想いで俳優を志す。
高校3年生で、ジュノン・スーパーボーイ・コンテストのベスト100に選ばれる。しかし当時は12年間続けていた野球のピッチャーでエースだったため、オーディションを辞退し高校野球に打ち込む。
高校卒業後も俳優への夢が諦めきれず、舞台演劇を中心に活動。やがて 浅草軽演劇集団・ウズイチ のオーディションに合格し、2018年10月24日にレプロエンタテインメントに所属することを自身のSNSで発表。
2019年、『向かいのバズる家族』にて、内田理央の弟・篝薪人（かがりまきと）役でドラマ初出演。また、ファッションモデルとしても活動している。7月23日、本人のTwitterで「那智」改め「桜木那智」にすることを報告した。
2019年12月24日から2020年8月30日にかけて、特撮ドラマ『仮面ライダーゼロワン』にて天津垓 / 仮面ライダーサウザー役として出演した。
2022年7月24日にレプロエンタテインメントとの契約満了。2024年10月、芸名をかつての名義「那智」に再び戻した。

## 人物
- 趣味は絵本を読むこと、舞台・映画鑑賞[1]、漫画・アニメ[2]。
- 特技は中華鍋をふる、右小指の第一関節が直角に曲がる、スポーツ（野球）[1][2]。
- 好きな食べ物は唐揚げ[2]。好きな色は黒[2]。嫌いなものは急に接近してくる虫[2]。

### エピソード
- 那智（なち）という名前は父親が命名した本名で、和歌山県の那智の滝に由来する。誰にでも気軽に呼んでもらえる名前なので本人も気に入っている。インパクトのある2文字・名字なしの芸名にすることを本人が決定した[5]。
- 『向かいのバズる家族』では、本人と同世代の就活大学生役を演じるにあたり、実際に就職活動中の友人に会い雰囲気を掴んだという[5]。
- 高校生の時『ぼちぼちいこか』というカバが主人公の絵本に魅力を感じ、絵本が好きになった[6]。好きな作家としてヨシタケシンスケを挙げている[14]。
- 『HERO』や海外ドラマが好きで、それらを観てこんな役者になりたいと憧れていた[6]。
- 目標は、自分を見た人が明日への活力を得られるような役者になること[6]。
- SNSをテーマにしたドラマのインタビューでは「まだ自分はSNSを上手く活用できていないので、共演者の投稿を読んで勉強している」と話した[6]。
- 素人時代（中学3年生のころ）、写真のみだが『ノンストップ!』に出演したことがある。同番組は、妹の田中珠里が出場した第13回全日本国民的美少女コンテストの特集をコンテスト翌日に放送し、「国民的美少女コンテスト イケメン家族を発掘」という企画を実施した[15]。桜木那智は、ノンストップ!出演者の全票を勝ち取りグランプリとなった。
- 仮面ライダーシリーズは幼少期から視聴していたが、『仮面ライダーゴースト』の時に自身と同い年の俳優が出演していることに悔しさを感じて視聴をやめ、視聴するのではなく俳優として出演することを望むようになり、『仮面ライダーゼロワン』で希望を果たした[16]。最も好きな仮面ライダーとして『仮面ライダー555』を挙げており、『ゼロワン』で自身が演じる天津垓も『555』に登場する草加雅人を意識していることを述べている[16]。

## 出演

### テレビドラマ
- 向かいのバズる家族（2019年4月4日 - 6月6日、読売テレビ・日本テレビ系） - 篝薪人 役[17]
- 仮面ライダーゼロワン 第3話 - 最終話（2019年9月15日 - 2020年8月30日、テレビ朝日） - 天津垓 / 仮面ライダーサウザー 役[18][19]
- 青のSP―学校内警察・嶋田隆平― 第8話（2021年3月2日、関西テレビ・フジテレビ） - 黒石雅和 役[20]
- 警視庁ゼロ係~生活安全課なんでも相談室~SEASON5 第3話（2021年5月14日、テレビ東京） - 松嶋大吾 役[21]
- 刑事7人 SEASON7 第5話（2021年8月18日、テレビ朝日） - 久保悠司 役
- 今夜、わたしはカラダで恋をする。 episode1「繋がってるのは、カラダだけ」（2022年3月27日、ABCテレビ） - 田中翔馬 役[22]
- 未来への10カウント 第5話（2022年5月12日、テレビ朝日）- 海老原昌平 役

### 映画
- 仮面ライダーシリーズ（東映）
  - 仮面ライダー 令和 ザ・ファースト・ジェネレーション（2019年12月21日公開） - 仮面ライダーサウザーの声 役[23]
  - 劇場版 仮面ライダーゼロワン REAL×TIME（2020年12月18日公開） - 天津垓 / 仮面ライダーサウザー 役[24]
- 6人ぼっち（2025年5月2日、ギグリーボックス） - 宗森 役[25][26]

### Webドラマ
- 仮面ライダーシリーズ
  - 仮面ライダーゲンムズ -ザ・プレジデンツ-（2021年4月11日・18日、東映特撮ファンクラブ） - 天津垓 / 仮面ライダーサウザー 役[27]
  - 仮面ライダーゲンムズ スマートブレインと1000%のクライシス（2022年4月17日、東映特撮ファンクラブ） - 天津垓 / 仮面ライダーサウザンドアーク 役[28]
  - 仮面ライダーアウトサイダーズ ep.0, 6, 7（2022年10月16日、2024年9月29日、12月22日、東映特撮ファンクラブ） - 天津垓 / 仮面ライダーサウザンドアーク 役[29]
- ショート・プログラム「近況」（2022年3月1日、Amazon Prime Video）- 東年男 役[30][31]
- ハイティーン・ダイアリー（2024年3月4日 - 、ABEMA）[32]
- 透明なわたしたち（2024年10月、ABEMA） - テレビ番組出演者 役
- およげないん 京都激闘篇 第3話・第4話（2025年2月9日・16日、東映特撮ファンクラブ） - 星河廉 役

### オリジナルビデオ
- 仮面ライダーシリーズ - 天津垓 役
  - プロジェクト・サウザー（2020年） - 主演[33]
  - ゼロワン Others（2021年）
    - 仮面ライダー滅亡迅雷[34]
    - 仮面ライダーバルカン&バルキリー[35]

### 舞台
- "STRAYDOG"Produce『嫌われ松子の一生』（2019年2月7日 - 11日、シアターグリーン BIG TREE THEATER） - 八乙女徹也 役〈Bチームキャスト〉[36]
- Beautiful Runner（2021年4月21日 - 25日、CBGKシブゲキ!!）
- BARREL Produce『ovation! ovation!!』（2024年7月5日 - 7日、CBGKシブゲキ!!）[37]

### ゲーム
- 仮面ライダーバトル ガンバライジング（2020年1月9日、アーケード） - 仮面ライダーサウザー 役[38]
- 仮面ライダー シティウォーズ（2020年、iOS・Android） - 仮面ライダーサウザー 役[39]
- 仮面ライダーバトル ガンバレジェンズ（2023年、アーケード） - 仮面ライダーサウザー 役

### Web
- おしごとろ〜り！（2020年12月23日、テラスサイドチャンネル / TikTokのテラスサイド） - ホテル客室係、お坊さん 役[40]

### Webアニメ
- 仮面ライダーゼロワン ショートアニメ EVERYONE'S DAILY LIFE 第4話・第5話（2020年10月11日・2021年2月1日、東映特撮ファンクラブ） - 天津垓 役

### CM
- ソフトバンク「タカラモノ、いつまでも」（2021年）

### MV
- Novelbright「PANDORA」（2021年、UNIVERSAL SIGMA）

### 玩具
- 仮面ライダーゼロワン DXメモリアルプログライズキーセット SIDE A.I.M.S.&ZAIA（2021年1月） - 天津垓 役
- 仮面ライダーゲンムズ DX幻夢無双ガシャット+サウザンドアーク&檀黎斗プログライズキー（2022年10月） - 天津垓 役